# Battaglia di Canne (1018)
La battaglia di Canne fu combattuta nel 1018 nel territorio di Canne tra i Bizantini, comandati dal catapano Basilio Boioannes, e i Longobardi, comandati dal duca di Puglia Melo di Bari. I Longobardi avevano il supporto di mercenari normanni, comandati da  Gilberto Buatère. Questa battaglia fu combattuta non distante dal luogo dove il generale cartaginese, Annibale, aveva distrutto l'esercito romano nel 216 a.C.

## La battaglia
La battaglia fu disastrosa per i Longobardi, che furono massacrati. Melo riuscì a fuggire nello Stato Pontificio e successivamente presso la corte di Enrico II il Santo a Bamberga, dove morì un paio d'anni dopo. Gilberto Buatère cadde durante la battaglia e con lui anche la maggioranza dei normanni. Tuttavia, ciò che rimase di questo gruppo di normanni fu il primo nucleo di quelli, più numerosi, che in seguito saranno protagonisti della conquista del meridione d'Italia.